# Omar Midani
Omar Midani (tiếng Ả Rập: عمر ميداني ) (sinh ngày 26 tháng 1 năm 1994 ở Syria) là một cầu thủ bóng đá Syria. Hiện tại anh thi đấu cho Al-Ittihad, thi đấu ở Egypt Premier League.

## Bàn thắng quốc tế
Tỉ số và kết quả liệt kê bàn thắng của Syria trước:
| #  | Ngày               | Địa điểm                                               | Đối thủ   | Bàn thắng | Kết quả | Giải đấu                      |
| -- | ------------------ | ------------------------------------------------------ | --------- | --------- | ------- | ----------------------------- |
| 1. | 8 tháng 9 năm 2015 | Sân vận động Olympic Phnôm Pênh, Phnôm Pênh, Campuchia | Campuchia | 5–0       | 6–0     | Vòng loại FIFA World Cup 2018 |